# 南京大学校门

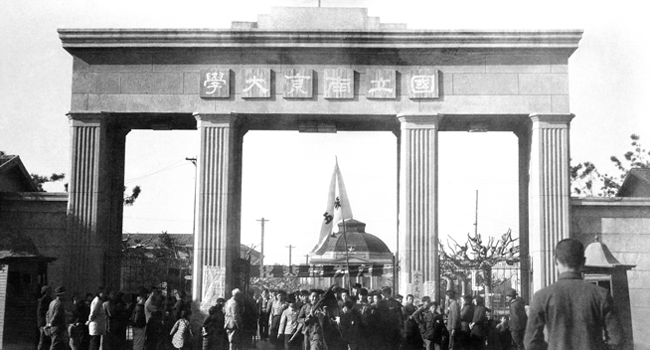
國立南京大學正門及大禮堂 歷史照片 国立南京大学学生走出校门参加庆祝解放南京游行

南京大学鼓楼校区正校门位于汉口路路北，为三开间大门，约建于20世纪50年代，门头为南京大学校名，两侧立柱上为“团结紧张、严肃活泼”，均为毛泽东手书集字。该校区原为金陵大学校址，其原校门已不存。
原国立中央大学正校门建于1933年，但1952年院系调整时划归南京工学院，今为东南大学南校门。2012年南京大学在仙林校区仿建了该校门并作为校区西门，外侧刻“南京大学”，内侧刻“国立中央大学”。

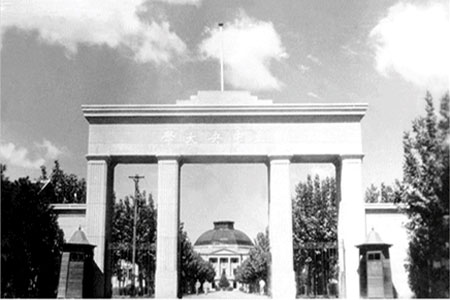
原国立中央大学校门（1940年）
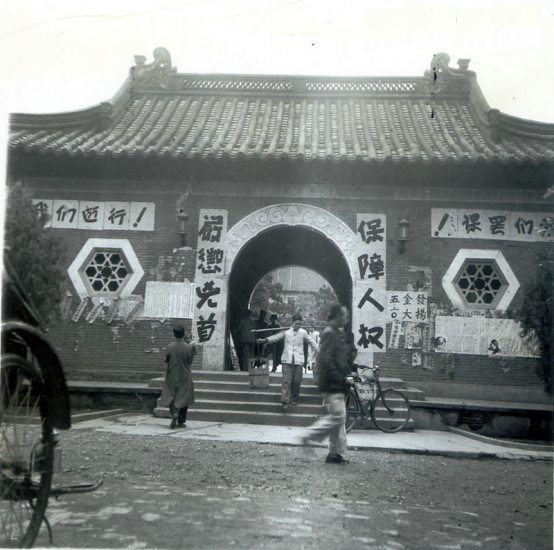
原金陵大学校门（1947年）
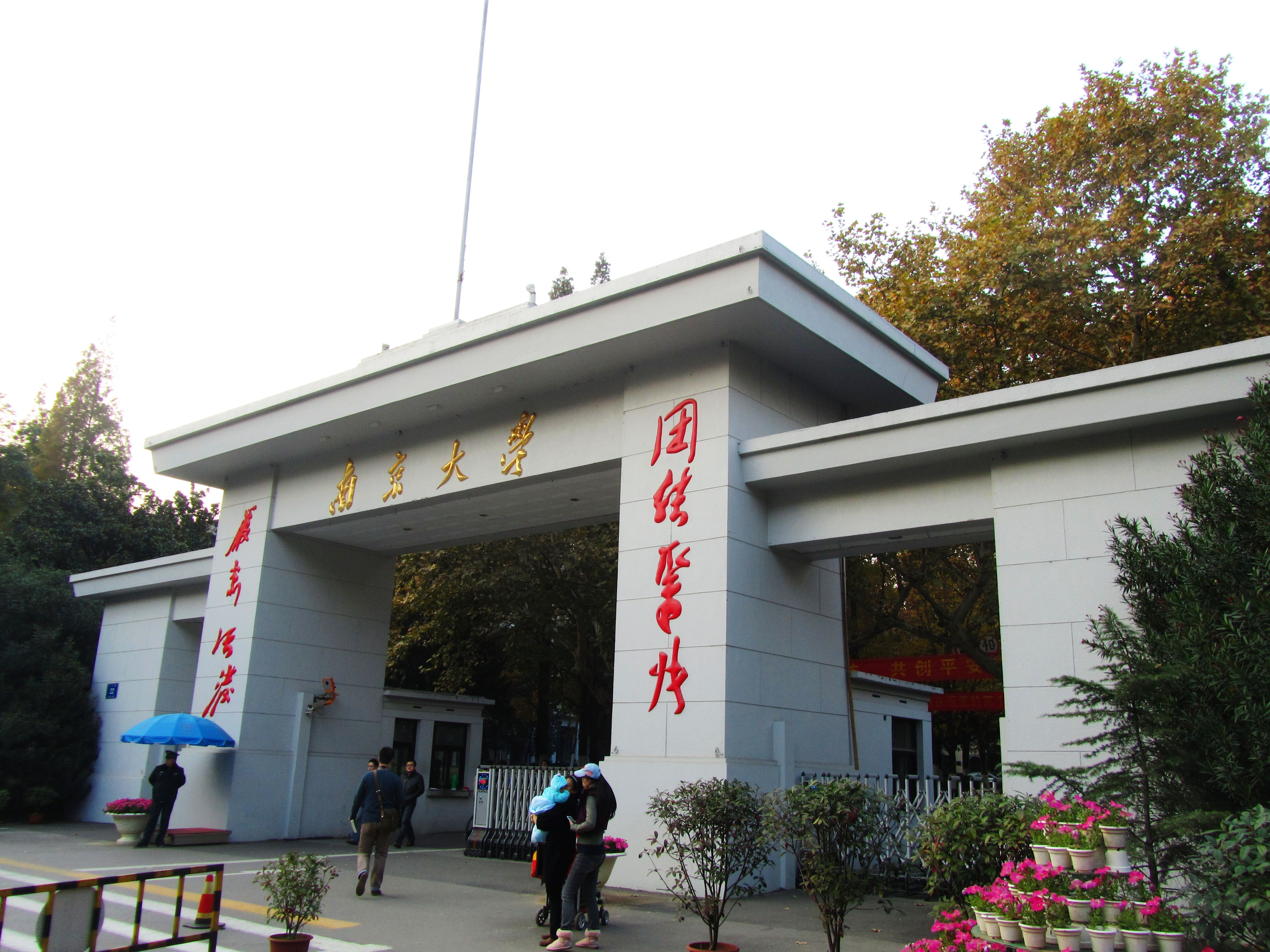
南京大学鼓楼校区正门
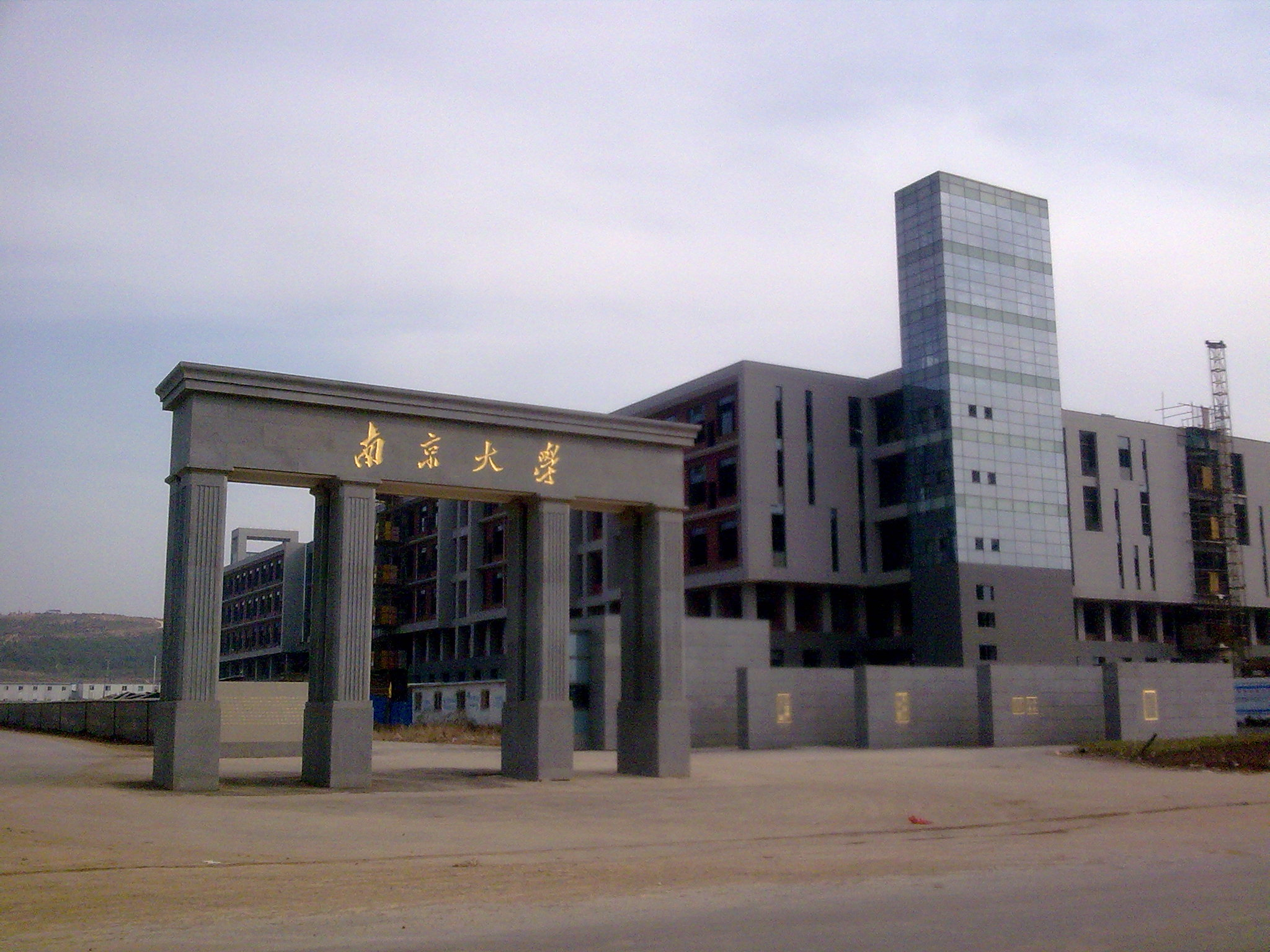
南京大学仙林校区西门
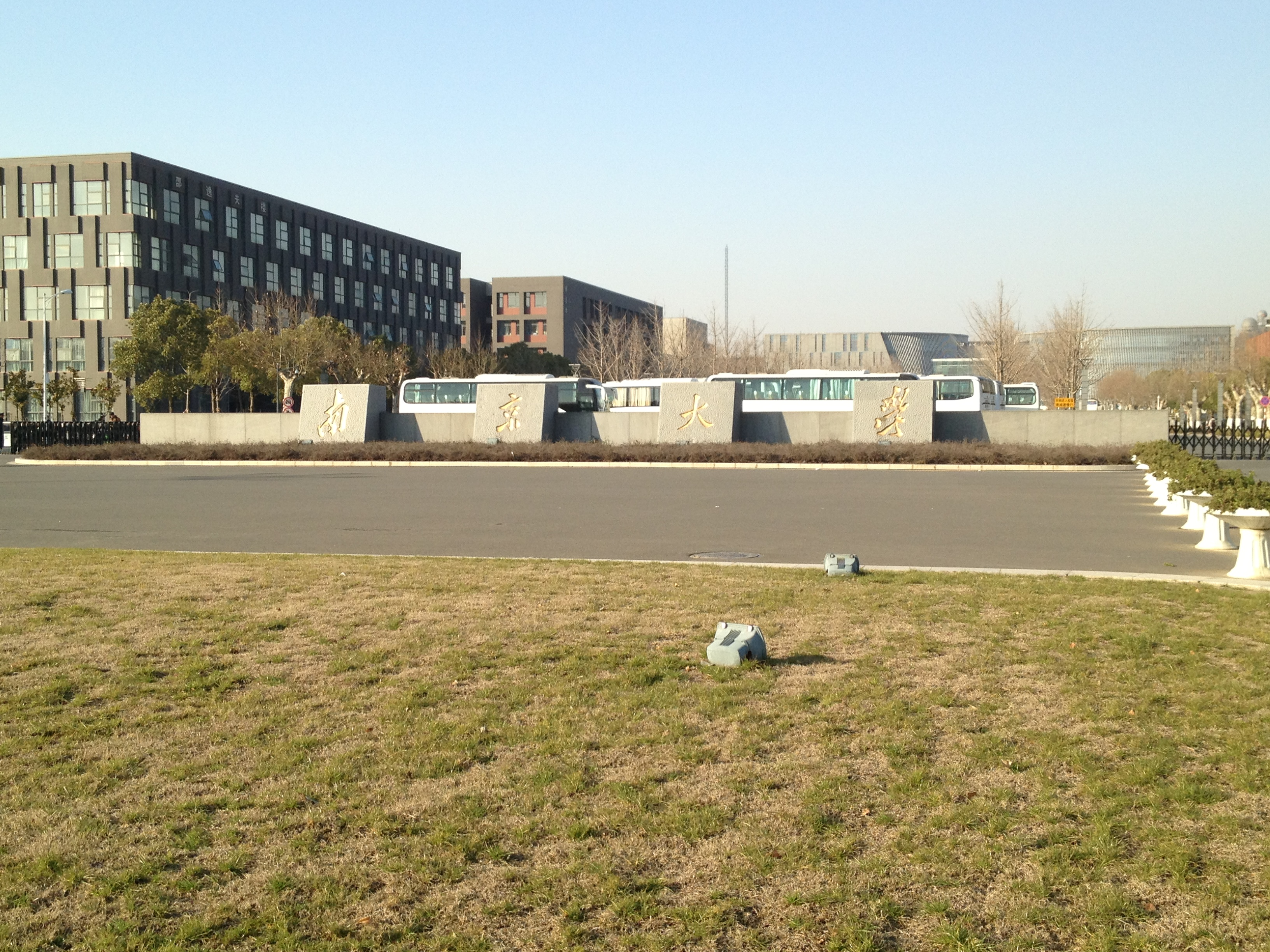
南京大学仙林校区正门